# Јесеновец
Јесеновец је насеље у саставу Града Загреба. Налази се у четврти Сесвете. До територијалне реорганизације у Хрватској налазио се у саставу старе загребачке приградске општине Сесвете.

## Становништво
На попису становништва 2011. године, Јесеновец је имао 460 становника.

## Попис1991.
На попису становништва 1991. године, насељено место Јесеновец је имало 445 становника, следећег националног састава:
| Попис 1991.‍  | Попис 1991.‍  | Попис 1991.‍ | Попис 1991.‍ | Попис 1991.‍ |
| ------------ | ------------ | ----------- | ----------- | ----------- |
|              |              |             |             |             |
| Хрвати       | Хрвати       |             | 438         | 98,42%      |
| Муслимани    | Муслимани    |             | 1           | 0,22%       |
| неопредељени | неопредељени |             | 3           | 0,67%       |
| непознато    | непознато    |             | 3           | 0,67%       |
| укупно: 445  |              |             |             |             |